# Urbán László (könyvtáros)
Urbán László (Budapest, 1935. május 31. – Budapest, 2013. szeptember 13.) könyvtáros, tudományos főmunkatárs.

## Élete
Egyetemi tanulmányait az ELTE Bölcsészettudományi Karon (ELTE-BTK) folytatta, ahol 1959-ben szerzett magyar nyelv és irodalom tanári és könyvtárosi diplomát. 1959 és 1963 között a Vízgazdálkodási Kutató Intézet könyvtárosa volt. 1961-ben iratkozott be a Kvassay Jenő Hídépítő Technikumba, itt 1964-ben kapott mély- és magasépítési technikusi oklevelet. Foglalkoztatta a könyvtárépítészet is, 1960-ban harmadik díjat kapott az Országos Széchényi Könyvtár Új otthonunk a budai várban című pályázatára benyújtott munkája. 
1963-ban kezdett dolgozni az OSZK Könyvtártudományi és Módszertani Központban (későbbi nevén: Könyvtári Intézet), és egészen 2001-es nyugdíjazásáig itt tevékenykedett. Itt kezdett könyvtári statisztikával foglalkozni, kiemelkedő a Sztochasztikus kapcsolatok vizsgálata a közművelődési könyvtárak statisztikájában című, második díjjal jutalmazott pályamunkája, valamint A könyvtári munka tervezése című, 1967-ben írt doktori disszertációja. Ő alapította 1969-ben a Települések könyvtári statisztikája (TEKE) néven ismert, évente mindmáig megjelenő kiadványt is. 
Az 1970-es évektől érdeklődése a könyvtárépítés- és berendezés, a célnak megfelelő könyvtári bútorok kialakítása felé fordult. Több évtizedes könyvtárépítési tapasztalatait Könyvek a térben című, 2003-ban megjelent kötetében foglalta össze. Könyvtártörténettel is foglalkozott, kutatta a Bibliotheca Corviniana történetét, e munkája eredményét 1990-ben Képek a Corviniana világáról című kötetében publikálta. Érdekelte a római Pantheon építése, tervezési sajátságai is.

## Főbb művei
- Képek a Corviniana világáról; OSZK Könyvtártudományi és Módszertani Központ, Budapest, 1990
- Aeroport-Stonhenge. Megalitok funkciói. Kutatási hipotézis; Cavour, Budapest, 1993
- "Fölemelve vitt engem ...a föld és az ég között" Tüzes szekér az égen, négykerekű felhő a Földön, légiutazások legendái, kulcsok földi talányokhoz; Cavour, Budapest, 1999
- Könyvek a térben. Könyvtártervezési tapasztalatok; KI, Budapest, 2003 (Továbbképzés felsőfokon)
- Égi és földi mértékek konkordanciái a Pantheon kőpadlóján; Cavour BT, Budapest, 2003
- Jelek a Pantheon pavimentumában; CAVoUR, Budapest, 2007